# 克萊蒙特諸校
克萊蒙特諸校（Claremont Colleges）是七所位於美國克萊蒙特院校的統稱，當中包括五所私立文理學院：波莫納學院、斯克利普斯學院、克萊蒙特·麥肯納學院、哈維穆德學院以及匹茲學院，另外也有兩所研究生院：克萊蒙研究大學和凱克研究所。
幾所院校共享圖書館設施和校園保安服務等，而除了凱克研究所以外均在相連的校區。